# Alumínio
Alumínio  este un oraș în São Paulo (SP), Brazilia.